# Bruce Forsyth

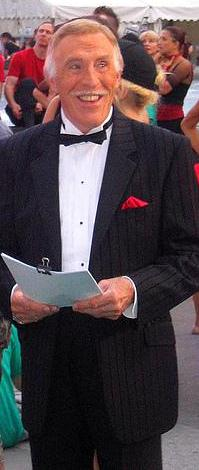
Bruce Forsyth in 2007

Sir Bruce Joseph Forsyth-Johnson (Edmonton (Londen), 22 februari 1928 – Virginia Water, 18 augustus 2017) was een Brits presentator en entertainer. Zijn carrière duurde meer dan 75 jaar. In 2012 werd hij in het Guinness Book of Records opgenomen als de langst werkende mannelijke entertainer in de geschiedenis van de televisie.

## Carrière
Bruce Forsyth startte in de showbusiness op veertienjarige leeftijd als "Boy Bruce, the Mighty Atom" met een zang-, dans- en accordeonact. Hij verscheen voor het eerst op de Engelse televisie in 1939. Hij kreeg nationale bekendheid in 1958 als presentator van het ITV-variétéprogramma Sunday Night at the London Palladium. Daarnaast was hij te zien in musicals en films, zoals Star! (1968) met Julie Andrews.
Een van de shows waar Forsyth veel succes mee had was The Generation Game, de Engelse versie van de Nederlandse familieshow Eén van de acht van Mies Bouwman. Hij presenteerde het programma op de BBC-tv van 1971 tot 1977 en van 1990 tot 1994. In de jaren 70 was het de populairste spelshow op de Britse televisie, met regelmatig meer dan 20 miljoen kijkers. In de jaren 80 presenteerde hij voor ITV het spelprogramma Play Your Cards Right, dat net als Hoger, lager van Walter Capiau op de VRT gebaseerd was op het Amerikaanse Card Sharks. Vanaf 1995 was hij de presentator van de spelshow The Price Is Right.
Na zijn vertrek bij ITV in 2001 leek de loopbaan van Bruce Forsyth in het slop geraakt te zijn. In 2003 nam hij contact op met Paul Merton om een keer de satirische nieuwsquiz Have I Got News for You te kunnen presenteren. Dit werd een groot succes, waarop hij door de BBC gevraagd werd als presentator van de danswedstrijd Strictly Come Dancing. Hij leidde het programma tot april 2014, toen hij inmiddels 86 jaar oud was en het vele werk hem te zwaar werd.

## Persoonlijk
Bruce Forsyth was een afstammeling van William Forsyth (1737–1804), een van de oprichters van de Royal Horticultural Society, naar wie het plantengeslacht forsythia genoemd werd. 
Forsyth was driemaal getrouwd. Een van zijn dochters is Julie Forsyth van het popduo Grant & Forsyth. Voor zijn verdiensten voor entertainment en liefdadigheid werd hij in 2011 door koningin Elizabeth tot Ridder geslagen, en werd hij Sir Bruce Forsyth.
In 2015 kreeg Forsyth last van zijn gezondheid. Hij overleed in 2017 op 89-jarige leeftijd in zijn huis op het Wentworth Estate.